# Estany de la Portella
L'Estany de la Portella, o Estany Negre, és un estany situat a 2.106,2 m alt del terme comunal de Font-rabiosa, a la comarca del Capcir, de la Catalunya del Nord.
Està situat a prop de l'extrem nord-occidental del terme de Font-rabiosa, a ponent de les Bassetes, a llevant de l'Estany de la Portella d'Orlú, al sud dels Estanyols de la Portella i al sud-est dels Estanyols del Solà de la Portella. En els mapes de l'IGN apareix, erròniament, com a Estany de la Portella d'Orlú